# Konektor DIN

Příklad konektoru 5-pin DIN, který se používal desítky let v audiotechnice a později také k připojení klávesnice PC

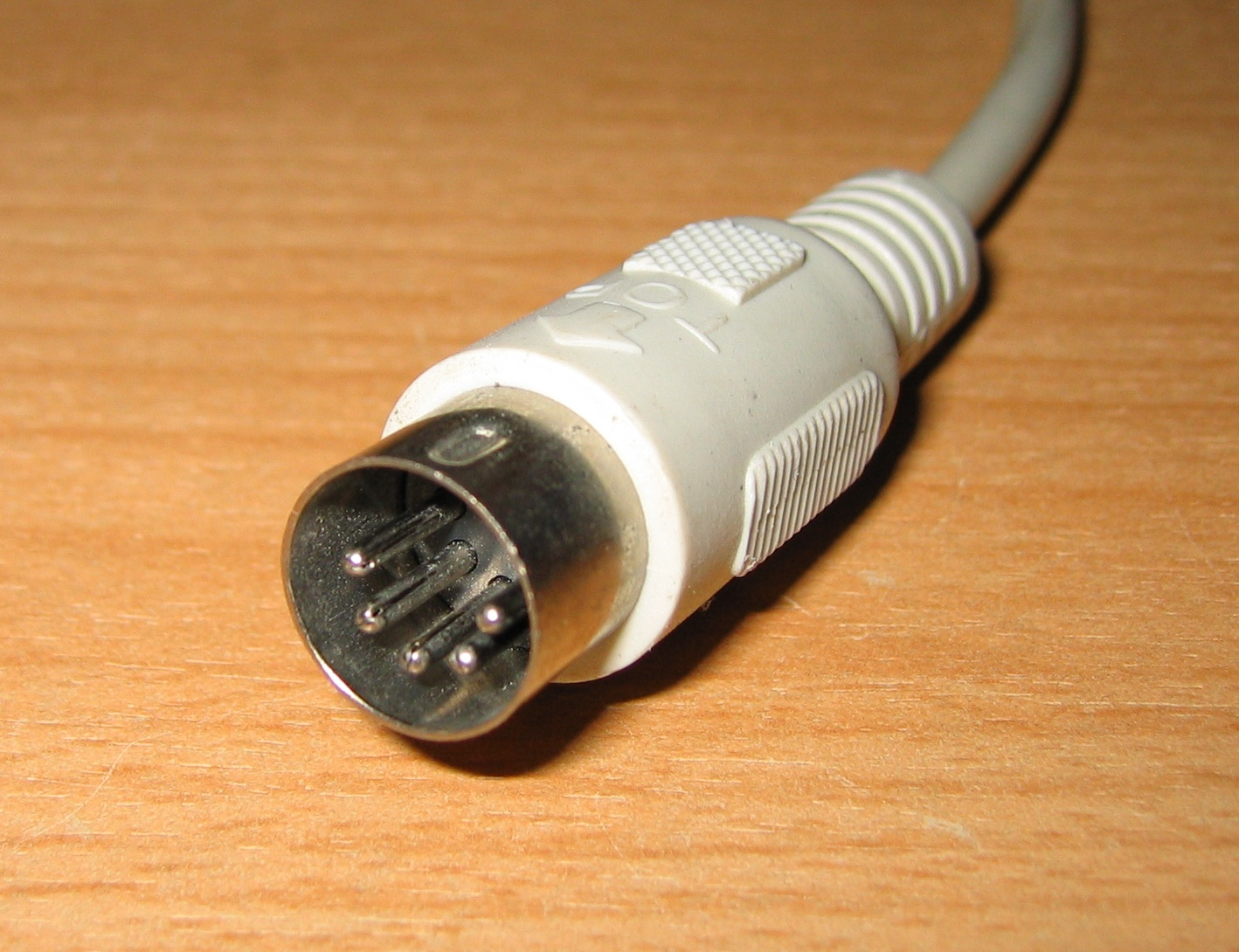
Konektor DIN

Konektor DIN původně navrhla německá standardizační organizace Deutsches Institut für Normung. Tyto standardy již nejsou v platnosti, nyní je nahrazuje mezinárodní standard IEC 60130-9.

## Charakteristika
Jedná se o širokou škálu konektorů, které se používaly pro různé oblasti. Pro přenos analogového signálu například pro propojení gramofonu, magnetofonu či radiopřijímače se zesilovačem. Někdy byl používán i pro připojení reproduktorů nebo sluchátek. Pro přenos digitálních signálů byl DIN konektor využíván například pro připojení prvních počítačových klávesnic pro počítače IBM PC. Taky byl používán v sedmikolíkové verzi coby napájecí konektor osmibitových počítačů ATARI.
Různé verze konektoru DIN: